# Cròmbec cap-roig
El cròmbec cap-roig (Sylvietta ruficapilla) és un ocell de la família dels macrosfènids (Macrosphenidae)..

## Hàbitat i distribució
Habita el bosc miombo la República del Congo i sud de la República Democràtica del Congo, Angola (fora del sud-est), Zàmbia, sud-oest de Tanzània, Malawi, extrem nord-oest de Zimbabwe i nord-oest de Moçambic.